# Júlio Simão

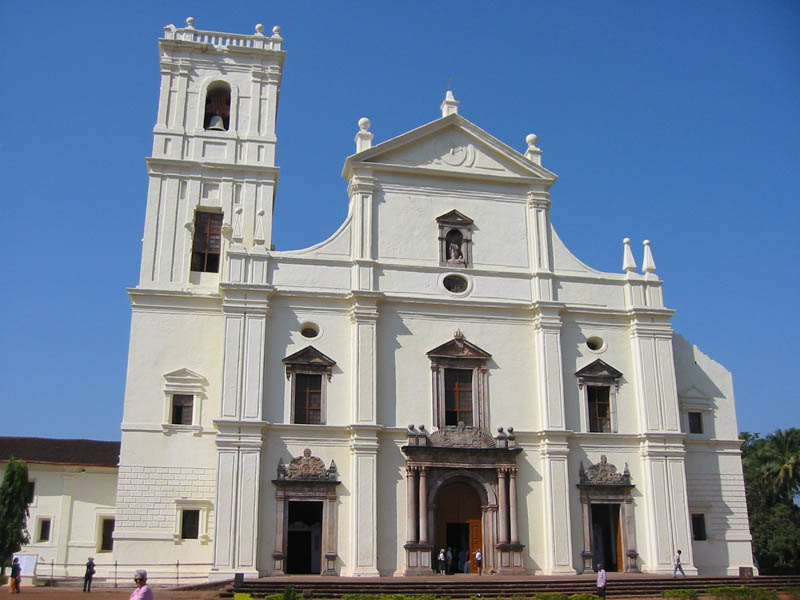
Sé de Goa, uma das obras onde Júlio Simão trabalhou.

Júlio Simão foi um engenheiro militar e arquiteto activo em Goa no final do século XVI e início do XVII. Exerceu o cargo de Engenheiro-mor da Índia.

## Biografia
Nascido no Estado Português da Índia, esteve em Portugal em algum momento entre 1590 e 1596. A 10 de abril de 1596 partiu de Lisboa para a Índia na armada que trazia o novo Vice-rei, Francisco da Gama. Em Goa, mestre Simão substituiu o italiano João Baptista Cairato no cargo de engenheiro mor da Índia. a partir de 1598.
Trabalhou nas obras de fortificação da cidade de Goa, sendo provavelmente o construtor da Fortaleza da Aguada. Além disso, trabalhou no Arco dos Vice-Reis (onde existe uma inscrição epigráfica com o seu nome), no Palácio da Inquisição, na Sé de Goa e na Igreja Jesuíta do Bom Jesus, junto com o Padre Domingos Fernandes.
Foi fidalgo da Casa Real e casou-se com Catarina de Bustamante, de ascendência Espanhola, com quem teve filhos. Faleceu depois de 1625, sabendo-se que nessa data era de idade avançada e tinha um filho também dedicado à engenharia. Está sepultado na Sé de Goa junto com a esposa. A inscrição na sepultura reza:
"SEPOLTURA DE IVLIO SIMÃO QVAVALEIRO FIDALGO DA CAZA DELREI NOSO SENHOR E SEU ENGENEIRO MOR DESTE ESTADO MESTRE ARQVITECTO DAS OBRAS DESTA SÉ E DE SUA MOLHER CATERINA DE BUSTAMANTE E (H)ERDEIROS."